# Emilio Donnini
Emilio Donnini (Firenze, 1809 – Firenze, 1886) è stato un pittore italiano.

## Biografia
Non sono riscontrabili informazioni relative alla formazione pittorica di Donnini la cui attività documentata, esercitata nel suo studio fiorentino di via del Maglio ha inizio nel 1843, anno in cui partecipa alla mostra della Società Promotrice fiorentina con Veduta d'un fiume con ponte.

Assiduo frequentatore del Caffè Michelangiolo, luogo di ritrovo dei pittori Macchiaioli, partecipa regolarmente alle mostre organizzate dalla Società Promotrice fiorentina delle Belle Arti, a partire dal 1845 con Paese d'invenzione e Veduta di un mulino presso Pisa e nel 1847 con una serie di vedute della Versilia.
Nello stesso anno, l'amico Antonio Puccinelli lo ritrae nel Ritratto del pittore Emilio Donnini: con il pisano, Donnini condivide gli ideali patriottici e irredentisti e con ogni probabilità partecipa ai moti del 1848.

In questo periodo si avvicina alla famiglia Markò, con i quali si sposta frequentemente tra l'Isola d'Elba, le campagne laziali e toscane per dipingere paesaggi en plein air, alla maniera macchiaiola.
Nel 1848 dipinge Scorci di Vicopisano, nel 1849 partecipa alla Promotrice con Veduta della Valdarno presso Docciola, nel 1850 con Marciana, Veduta nei contorni di Seravezza e Marciana Marina.
Nel 1852 dipinge una marina per le pareti del Caffè Michelangiolo, nel 1853 partecipa alla Promotrice con La spiaggia di Porto Lungone, Spiaggia di Civitavecchia e Tramonto di sole sul mare.
A partire dal 1854 fa parte degli artisti della Scuola di Staggia con i Markò, Serafino De Tivoli, Carlo Ademollo, Alessandro La Volpe, Lorenzo Gelati e Saverio Altamura e, nello stesso anno, viene premiato dalla Promotrice per i dipinti Marina di Livorno presso il Ponte alla Sassara, Marina presso Marciana con effetto di sole e Veduta di un lago con tramonto di sole.
Nel 1855 partecipa alla Promotrice con Marina con barche, Una strada del Mugello presso Vicchio, Le fornaci del principe Corsini nel Valdarno e Lo stradone del Gombo, nel 1856 con Campagne senesi, nel 1857 con Paese del Mugello con bagnante, nel 1858 si aggiudica la Medaglia d'argento con Un mattino sul mare, dove espone anche Paese nelle vicinanze di Pisa, Le montagne di Marciana, Spiaggia di Rio, Spiaggia di Longone, Marina lungo la spiaggia di Marciana e Golfo di Pecchio.
Nel 1859 espone Fortino di Rio, Paese nelle vicinanze di Arezzo, Marina nelle vicinanze di Marciana, Marina nelle vicinanze di Livorno, Spiaggia di Rio passato la Cavina e Marina, motivo presso l'isola dell'Elba.
Dagli inizi degli anni sessanta inizia la frequentazione della costa del Levante ligure presso La Spezia. Nel 1860 espone Forte di Lerici, Marina di Rio, nel 1861 Marina presso Piombino, nel 1862 Le fornaci del Principe Corsini in Valdarno, Un tramonto sul Serchio, Forte di Lerici, Marina presso Rio, Ponte sospeso presso le Cascine di Firenze, Spiaggia di mare all'isola d'Elba, Spiaggia di mare presso Porto Venere, Marina presso l'isola Palmaria, Mare di Tellaro e Montagne di Marciana, nel 1863 Lerici, Porto Venere, Veduta presso l’Aternia in val d’Arno e Il ponte sospeso fuori la porta di S. Frediano presso le cascine in Firenze.
Nel 1864 espone alla Promotrice di Torino  La bagnante. Veduta del Mugello, Paese del Mugello e Veduta dell'Isola d'Elba (marina), nel 1874 alla Promotrice di Genova Veduta di Firenze dal Real Giardino di Boboli, Spiaggia di mare, Pianura di Tomboloe Le rive dell'Arno.
Muore a Firenze nel 1886.

## Stile
Donnini è pittore esclusivamente paesaggista e viene considerato come interprete di transizione tra il paesaggismo romantico e il realismo macchiaiolo, declinato in particolare al ritratto dal vivo di marine (l'amico Telemaco Signorini lo definisce Marinista) e quasi esclusivamente di spiagge dell'Isola d'Elba.
La sua frequentazione con la famiglia Markò e gli altri artisti della Scuola di Staggia lo porta a dipingere all'aria aperta nelle campagne fiorentine, mugellane e laziali con uno stile che fa riferimento alla riproduzione del paesaggio dal vero attraverso trasparenze atmosferiche, con una preferenza per cieli scuri e nuvolosi.
(Il Buon Gusto, anno III, numero 52, 1854)

## Opere principali
- Veduta di paese lungo il Serchio (non datato), olio su tela, Galleria d'Arte Moderna, Firenze,[16];
- Spiaggia di Rio (non datato), olio su tela, Galleria d'Arte Moderna, Firenze,[17];
- Paesaggio rurale con figure (non datato), olio su tela, Palazzo del Ministero di Giustizia, Roma,[18];
- Paesaggio marino con pescatori (non datato), olio su tela, Museo Civico di Palazzo d'Avalos, Vasto,[19];
- Paesaggio maremmano (non datato), olio su tela, palazzo de Pombeiro, Ambasciata italiana di Lisbona[20];
- Paesaggio marino con pescatori (non datato), olio su tela, Pinacoteca di Palazzo d'Avalos, Vasto[21];
- Tramonto sul fiume (non datata), olio su tela, Ambasciata d'Italia a Madrid[22];
- Paese con animali (non datato), olio su tela, Raccolta d'arte di Palazzo Nerucci, Museo Civico di Castel del Piano[23];
- Bagnetti del gombo presso Pisa (1849), olio su tela, collezione privata;
- Fornaci dei principi Corsini in Valdarno (1855), olio su tela, Galleria d'Arte Moderna, Firenze,[24];
- Marina con barche ancorate all'Elba (1859), olio su tela, collezione privata;
- Paesaggio marino con barche all'isola d'Elba (1860), olio su tela, Galleria d'Arte Moderna, Firenze,[25];
- Paesaggio (1860-1870), olio su tela, Raccolta d'arte di Palazzo Nerucci, Museo Civico di Castel del Piano[26];
- In cerca di telline (1861), olio su tela, collezione privata;
- Marina presso Piombino (1861), olio su tela, collezione privata[27];
- Marina presso Rio (1862), olio su tela, Galleria d'Arte Moderna, Firenze,[28];
- Il ritorno dalla pesca con l'isola di Palmaria sullo sfondo (1870), olio su tela, collezione privata;
- Paesaggio costiero con barche e pescatori (1870), olio su tela, collezione privata.